# Weissia semiinvoluta
Weissia semiinvoluta är en bladmossart som beskrevs av C. Müller 1882. Weissia semiinvoluta ingår i släktet krusmossor, och familjen Pottiaceae. Inga underarter finns listade i Catalogue of Life.